# Davante Adams
Pour les articles homonymes, voir Adams.
(en) Statistiques sur pro-football-reference
Davante Lavell Adams, né le 24 décembre 1992 à Redwood City en Californie, est un sportif professionnel américain de football américain jouant au poste de wide receiver dans la National Football League (NFL) depuis la saison 2014 et chez les Rams de Los Angeles depuis 2025.
Sélectionné lors du 2e tour de la draft 2014 par la franchise des Packers de Green Bay, il y reste pendant neuf saisons avant de rejoindre les Raiders de Las Vegas (2022-2024), les Jets de New York (2024) et les Rams de Las Vegas dès 2025.
Au niveau universitaire, il a joué pendant trois saisons dans la NCAA Division I FBS pour les Bulldogs de l'université d'État de Californie à Fresno.

## Biographie

### Carrière universitaire
Adams intègre d'université d'État de Californie à Fresno où il joue pour les Bulldogs de 2011 à 2013. Il ne joue pas la première saison, ayant le statut de redshirt.
Lors de l'Hawaii Bowl du réveillon de Noël 2012 gagné 43 à 10 contre les Mustangs de SMU, il totalise 13 réceptions pour un gain cumulé de 144 yards et un touchdown. Il est désigné MVP du bowl. Il termine la saison 2012 avec 102 réceptions pour un gain cumulé de 1 312 yards et 14 touchdowns. Ces trois statistiques sont les meilleures de la Mountain West Conference. Il est désigné Freshman of the Year, Freshman All-American et MVP de l'Hawaï Bowl 2012.
La saison suivante, il perd 20 à 45 le Las Vegas Bowl joué contre les Trojans de l'USC après avoir totalisé 9 réceptions pour un gain cumulé de 74 yards et un touchdown, terminant la saison avec un total de 131 réceptions pour un gain de 1 719 yards et 24 touchdowns. Il améliore ainsi le record de touchdowns inscrits en réception sur une saison de la Mountain West Conference. C'est huit touchdowns de plus que n'importe quel joueur du pays en 2013 et le 5e meilleur total de l'histoire de la NCAA Div. I FBS. Il établit également les records en carrière de son université du nombre total de réception (233) et du nombre total de touchdowns inscrits en réception (38) bien que n'y ayant joué que deux saisons. Il est sélectionné dans la seconde équipe All-America par l'Associated Press.
Le 27 décembre 2013, Adams annonce qu'il va se présenter à la draft 2014 de la NFL.

### Carrière professionnelle

#### NFL Scouting Combine
| Taille             | Poids          | Bras           | Main         | Sprint   | Sprint   | Sprint   | Shuttle 20 yards | 3 cones drill | Détente          | Détente             | Développé couché | Test Wonderlic |
| Taille             | Poids          | Bras           | Main         | 40 yards | 10 yards | 20 yards | Shuttle 20 yards | 3 cones drill | verticale        | horizontale         | Développé couché | Test Wonderlic |
| 1,85 m (6 ft ⅞ in) | 96 kg (212 lb) | 83 cm (32⅝ in) | 23 cm (9 in) | 4,59 s   | 1,64 s   | 2,68 s   | 4,30 s           | 6,82 s        | 100 cm (39,5 in) | 3,12 m (10 ft 3 in) | 14 reps          | -              |

#### Draft
Adams est sélectionné par la franchise des Packers de Green Bay en tant que 53e choix global lors du deuxième tour de la draft 2014. Il est le 9e wide receiver sélectionné durant cette draft.

#### Packers de Green Bay
Adams signe son contrat avec les Packers de Green Bay le 12 juin 2014.
Sur le point de devenir agent libre, les Packers posent un franchise tag (en) sur Adams le 8 mars 2022. Il les informe toutefois qu'il ne jouera pas la saison sous le tag, dans l'intention d'obtenir un contrat à long terme. Les deux parties étant loin d'une entente, Adams est échangé aux Raiders de Las Vegas contre un choix de premier tour et un choix de second tour de la draft 2022. Il signe aussitôt un contrat de cinq ans pour 141,25 millions de dollars avec les Raiders et devient à ce moment le wide receiver le mieux payé de la ligue. Cet échange lui permet de retrouver Derek Carr, qui était son quarterback lorsqu'il jouait pour les Bulldogs de l'Université d'État de Californie à Fresno.

#### Raiders de Las Vegas
Le 18 mars 2022, les Packers échangent Adams aux Raiders de Las Vegas contre les choix de 1er tour (utilisé plus tard pour acquérir Quay Walker (en)) et sde 2e tour de la draft 2022. Adams signe ainsi un contrat de cinq ans pour un montant de 141,25 millions de dollars faisant de lui à l'époque, le wide receiver le mieux payé de la NFL. Il retrouve également le quarterback Derek Carr avec qui il avait joué à  Fresno State en 2012 et 2013.

#### Jets de New York
Le 15 octobre 2024, les Raiders échangent Adams aux Jets de New York contre un choix conditionnel de 3e tour de la draft 2025. Il retrouve ainsi le quarterback Aaron Rodgers, avec qui il a joué de 2014 à 2021 aux Packers de Green Bay.
Sur le banc lors de la première mi-temps du match contre les Jaguars en 15e emaine, il gagne sur la deuxième 198 yards et inscrit deux touchdowns en neuf réceptions dont une de 71 yards (la plus longue de sa carrière professionnelle) ce qui permet aux Jets de remporter le match 32 à 25, mettant fin à une séquence de quatre défaites consécutives. Il devient ainsi le 12e wide receiver de l'histoire de la NFL à inscrire sur une carrière, au moins 100 touchdowns en réceptions
Il termine la saison 2024 avec 85 réceptions pour un gain cumulé de 1 063 yards et huit touchdowns.
Le 4 mars 2025, Adams est libéré par les Jets.

#### Rams de Los Angeles
Le 9 mars 2025, Adams signe un contrat de deux ans avec les Rams de Los Angeles pour un montant de 40 millions de dollars,.

## Statistiques

### Universitaires
| Année       | Équipe                   | Statut      | MJ |     | Courses | Courses | Courses | Courses |       | Passes réceptionnées | Passes réceptionnées | Passes réceptionnées | Passes réceptionnées |  | Fumbles | Fumbles |
| Année       | Équipe                   | Statut      | MJ | Nb. | Yards   | Moy.    | TD      | Nb.     | Yards | Moy.                 | TD                   | Nb.                  | Perdus               |  |         |         |
| 2012        | Bulldogs de Fresno State | Fr.         | 13 | 102 | 1 312   | 12,9    | 14      | -       | -     | -                    | -                    | 0                    | 0                    |  |         |         |
| 2013        | Bulldogs de Fresno State | So.         | 13 | 131 | 1 718   | 13,1    | 24      | -       | -     | -                    | -                    | 0                    | 0                    |  |         |         |
| Totaux NCAA | Totaux NCAA              | Totaux NCAA | 26 | 233 | 3 030   | 13,9    | 38      | -       | -     | -                    | -                    | 0                    | 0                    |  |         |         |

### Professionnelles
| Année              | Équipe               | MJ  |                 | Passes réceptionnées | Passes réceptionnées | Passes réceptionnées | Passes réceptionnées |                 | Courses         | Courses         | Courses | Courses |  | Fumbles | Fumbles |
| Année              | Équipe               | MJ  | Nb.             | Yards                | Moy.                 | TD                   | Nb.                  | Yards           | Moy.            | TD              | Nb.     | Perdus  |  |         |         |
| 2014               | Packers de Green Bay | 16  | 038             | 0446                 | 11,7                 | 03                   | -                    | -               | -               | -               | 0       | 0       |  |         |         |
| 2015               | Packers de Green Bay | 13  | 050             | 0483                 | 09,7                 | 01                   | -                    | -               | -               | -               | 0       | 0       |  |         |         |
| 2016               | Packers de Green Bay | 16  | 075             | 0997                 | 13,3                 | 12                   | -                    | -               | -               | -               | 2       | 1       |  |         |         |
| 2017               | Packers de Green Bay | 14  | 074             | 0885                 | 12,0                 | 10                   | -                    | -               | -               | -               | 0       | 0       |  |         |         |
| 2018               | Packers de Green Bay | 15  | 111             | 1 386                | 12,5                 | 13                   | -                    | -               | -               | -               | 0       | 0       |  |         |         |
| 2019               | Packers de Green Bay | 12  | 083             | 0997                 | 12,0                 | 05                   | -                    | -               | -               | -               | 2       | 1       |  |         |         |
| 2020               | Packers de Green Bay | 14  | 115             | 1 374                | 11,9                 | 18                   | -                    | -               | -               | -               | 1       | 1       |  |         |         |
| 2021               | Packers de Green Bay | 16  | 123             | 1 553                | 12,6                 | 11                   | -                    | -               | -               | -               | 0       | 0       |  |         |         |
| 2022               | Raiders de Las Vegas | 17  | 100             | 1 516                | 15,2                 | 14                   | -                    | -               | -               | -               | 1       | 0       |  |         |         |
| 2023               | Raiders de Las Vegas | 17  | 0103            | 1 144                | 11,1                 | 08                   | -                    | -               | -               | -               | 0       | 0       |  |         |         |
| 2024               | Raiders de Las Vegas | 03  | 018             | 0 209                | 11,6                 | 01                   | -                    | -               | -               | -               | 0       | 0       |  |         |         |
| 2024               | Jets de New York     | 11  | 067             | 0 854                | 12,7                 | 7                    | -                    | -               | -               | -               | 0       | 0       |  |         |         |
| 2025               | Rams de Los Angeles  | ?   | Saison en cours | Saison en cours      | Saison en cours      | Saison en cours      | Saison en cours      | Saison en cours | Saison en cours | Saison en cours | ?       | ?       |  |         |         |
| Totaux en carrière | Totaux en carrière   | 164 | 957             | 11 844               | 12,4                 | 103                  | -                    | -               | -               | -               | 6       | 3       |  |         |         |

| Année                        | Équipe                       | MJ |     | Passes réceptionnées | Passes réceptionnées | Passes réceptionnées | Passes réceptionnées |       | Courses | Courses | Courses | Courses |  | Fumbles | Fumbles |
| Année                        | Équipe                       | MJ | Nb. | Yards                | Moy.                 | TD                   | Nb.                  | Yards | Moy.    | TD      | Nb.     | Perdus  |  |         |         |
| 2014                         | Packers de Green Bay         | 2  | 08  | 124                  | 15,5                 | 1                    | -                    | -     | -       | -       | 0       | 0       |  |         |         |
| 2015                         | Packers de Green Bay         | 1  | 04  | 048                  | 12,0                 | 1                    | -                    | -     | -       | -       | 0       | 0       |  |         |         |
| 2016                         | Packers de Green Bay         | 3  | 16  | 217                  | 13,6                 | 2                    | -                    | -     | -       | -       | 0       | 0       |  |         |         |
| 2019                         | Packers de Green Bay         | 2  | 17  | 198                  | 17,5                 | 2                    | -                    | -     | -       | -       | 0       | 0       |  |         |         |
| 2020                         | Packers de Green Bay         | 2  | 18  | 133                  | 07,4                 | 2                    | -                    | -     | -       | -       | 0       | 0       |  |         |         |
| 2021                         | Packers de Green Bay         | 1  | 09  | 090                  | 10,0                 | 0                    | -                    | -     | -       | -       | 0       | 0       |  |         |         |
| Totaux en carrière / Packers | Totaux en carrière / Packers | 11 | 72  | 910                  | 12,6                 | 8                    | -                    | -     | -       | -       | 0       | 0       |  |         |         |

## Trophées et récompenses

### NCAA
- Vainqueur du Paul Warfield Trophy (en) en 2013 ;
- Sélectionné dans la deuxième équipe All-America en 2013 ;
- Sélectionné dans l'équipe type de la Mountain West Conference en 2012 et 2013 ;
- Sélectionné dans la troisième équipe All-America en 2012 ;
- Désigné meilleur Freshman de la saison 2012 en Mountain West Conference.
- Son numéro 15 a été retiré chez les Bulldogs de Fresno State.

### NFL
- Sélectionné dans l'équipe type All-Pro en 2020, 2021 et 2022 ;
- Sélectionné au 2017, 2018, 2019, 2020, 2021 et 2022 ;
- Leader NFL au nombre de touchdowns inscrits en réception en 2020 et 2022 ;.